# Красная Нива (Краснодарский край)
Красная Нива — хутор в Брюховецком районе Краснодарского края.
Входит в состав Брюховецкого сельского поселения.

## Население
| 2002 | 2010 |
| ---- | ---- |
| 913  | ↘900 |